# Nothocercus julius
El tinamú cabecirrojo (Nothocercus julius) es una especie de ave de tierra, que se puede encontrar en bosques húmedos del noreste de Sudamérica.

## Descripción
Esta especie de tinamú mide aproximadamente 38 cm de largo

## Hábitat y distribución geográfica
Nothocercus julius es una especie terrestre que se encuentra en bosques de montaña húmedos, en altitudes de entre 1700 a 3350 m. Esta especie aparece en la Cordillera de los Andes, en el oeste de Venezuela, centro de Colombia, Ecuador, y este del Perú.

## Comportamiento
Al igual que otros tinámidos, el cabecirrojo se alimenta de frutas que encuentra en el suelo o en arbustos de poco porte. También se alimenta de pequeñas cantidades de invertebrados, capullos de flores, hojas tiernas, semillas y raíces. El macho incuba los huevos que pueden provenir de hasta cuatro hembras diferentes, y luego criarlos hasta que estén listos para independizarse, por lo general tras 2 o 3 semanas. El nido se encuentra en el suelo entre arbustos densos o raíces.